# Lusotitan atalaiensis

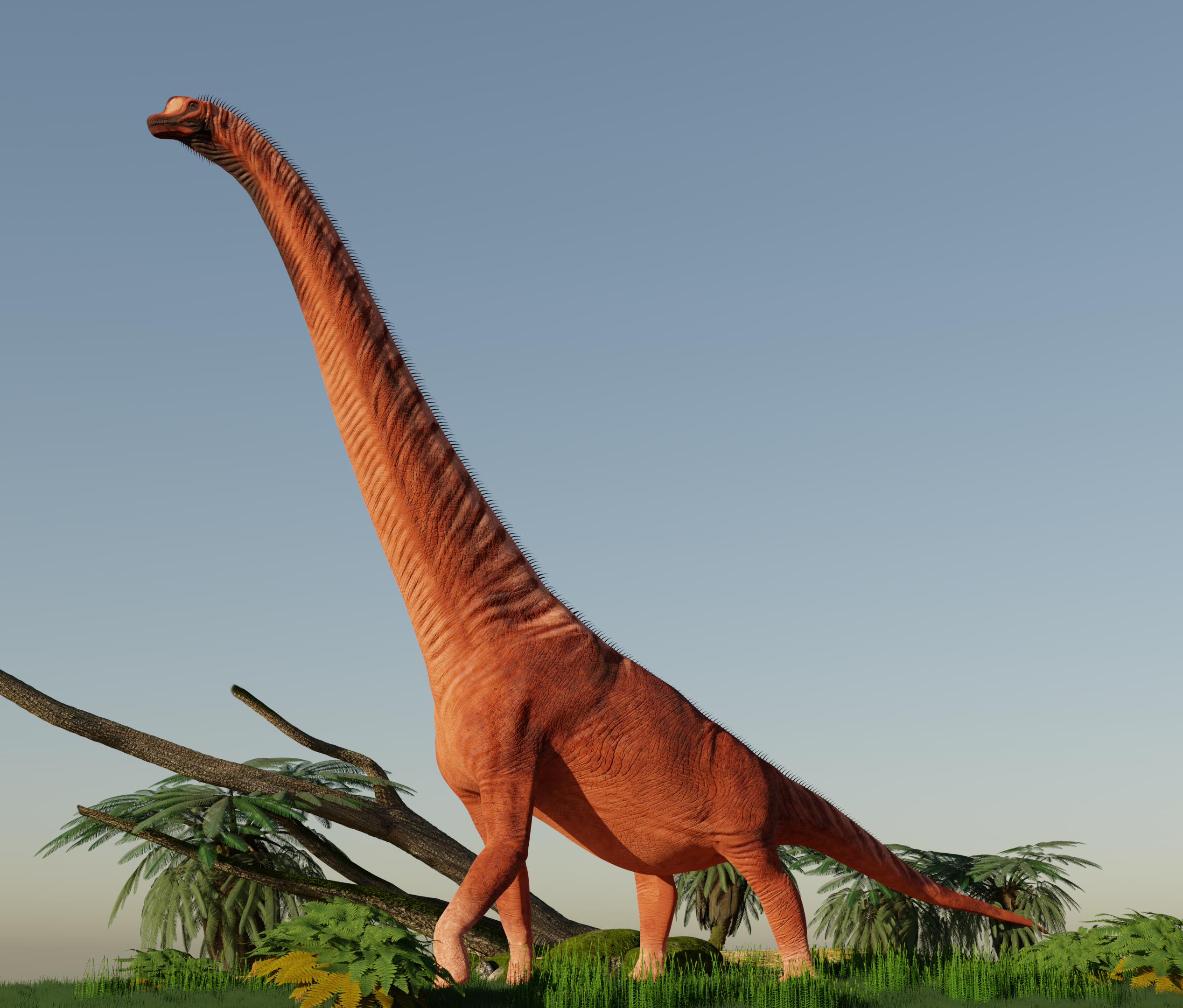
Recreación de Lusotitan

Lusotitan atalaiensis es la única especie conocida del género extinto Lusotitan (“gr. titán de + lat. Portugal”) de dinosaurio saurópodo braquiosáurido, que vivió a finales del período Jurásico hace aproximadamente 152 millones de años, en el Titoniense, en lo que hoy es Europa.

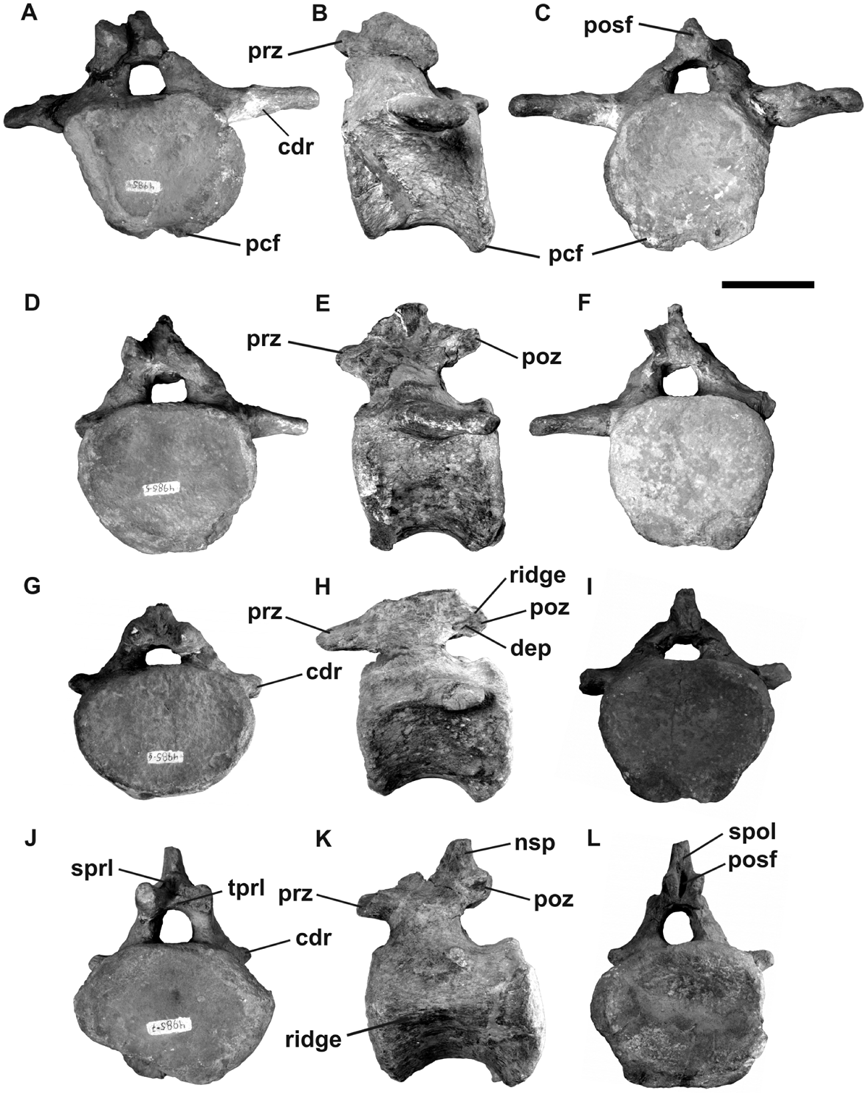
Vértebras caudales de Lusotitan.

Lusotitan fue un saurópodo de gran tamaño, llegó a medir 25 metros de largo, 10 de alto y a pesar 30 toneladas. A Lusotitan se lo consideraba un braquiosáurido debido a las espinas neurales dorsales bajas, cresta deltopectoral del húmero prominente, húmero alargado, y el eje longitudinal del ilion es ascendente. Debido a la similitudes con el Brachiosaurus se colocó dentro de la familia Brachiosauridae. 
En 1947, Manuel de Matos, miembro del Servicio Geológico de Portugal, descubrió grandes fósiles de saurópodos  que se remontan a la etapa Titoniense en el período Jurásico tardío.  Los restos de Lusotitan se encontraron en la unidad Sobral de la Formación Lourinhã, en la municipalidad de Peralta, cerca de Atalaia, en Estremadura, Portugal. En 1957 fue llamado Brachiosaurus atalaiensis por Lapparent y Zbyszewski, como una nueva especie del género norteamericano. El nombre específico se refería al sitio Atalaia. En 2003 una revisión de Antunes y Mateus creó un nuevo género para la especie basándose en restos postcraneales parciales. El nombre genérico se deriva de Luso, el nombre latino para un habitante de Lusitania y de la palabra griega "Titán", un gigante mitológico.

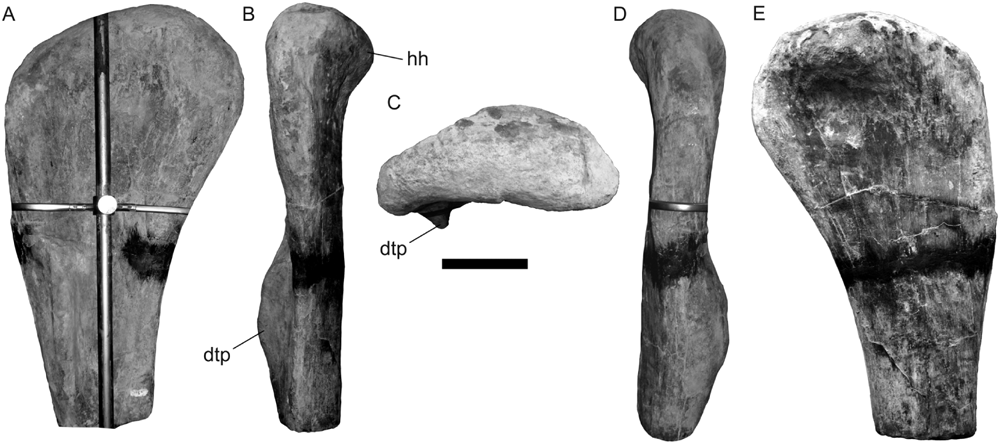
Húmero holotipo.

Los hallazgos consistieron en un esqueleto parcial que carece del cráneo y las vértebras individuales descubiertas en varios lugares. De Lapparent no asignó un holotipo. En 2003 Mateus eligió el esqueleto como lectotipo. Sus huesos tienen los números de inventario MIGM 4798, 4801–10, 4938, 4944, 4950, 4952, 4958, 4964–6, 4981–2, 4985, 8807 y 8793-5. Estos restos incluyen 28 vértebras y elementos del esqueleto apendicular.
En la descripción original fue propuesto como un Brachiosauridae por Mateus en 2003. posteriores análisis filogenéticos sitúan a Lusotitan como un taxón hermano de Titanosauriformes, en la base de Macronaria junto a otros saurópodos euroasiáticos como Dongbeititan, Galveosaurus y Aragosaurus. En 2019 Mannion et al. volvió a incluirlo en el Brachiosauridae original.